# Alvin Davis
Pour les articles homonymes, voir Davis.
Alvin Glenn Davis (né le 9 septembre 1960 à Riverside, Californie, États-Unis) est un ancien joueur de premier but de la Ligue majeure de baseball.
Surnommé Mr. Mariner, il joue de 1984 à 1991 pour les Mariners de Seattle avant de compléter sa carrière chez les Angels de la Californie en 1992. Davis est considéré comme la première vedette de la jeune franchise, établie en 1977, des Mariners,. Il est élu recrue de l'année de la Ligue américaine en 1984, participe à un match des étoiles, connaît deux saisons d'au moins 100 points produits et est en 1997 la première personnalité intronisée au Temple de la renommée des Mariners.

## Carrière
Initialement choisi par les Giants de San Francisco au 8e tour de sélection du repêchage amateur du baseball majeur en 1978 puis par les Athletics d'Oakland en 6e ronde en 1981, Alvin Davis joint les Sun Devils de l'université d'État de l'Arizona et signe son premier contrat professionnel avec les Mariners de Seattle, qui le repêchent au 6e tour en 1982.
Il fait ses débuts dans le baseball majeur en 1984 avec Seattle et connaît une saison exceptionnelle qui lui vaut d'être invité à la mi-campagne au match des étoiles, puis de remporter le prix de la recrue de l'année de la Ligue américaine, une première pour un joueur des Mariners. Davis se rend sur les buts à chacune de ses 47 premières parties dans les majeures, un record de franchise,, dans une séquence qui s'étale de son premier match le 11 avril 1984 jusqu'au 7 juin suivant. C'est aussi un record des majeures pour amorcer une saison, marque qui tiendra jusqu'en 1996.
En 1984, Davis réussit 161 coups sûrs, 27 circuits, atteint son record en carrière de 116 points produits et maintient une moyenne au bâton de, 284 et un pourcentage de présence sur les buts de, 391 à sa première année. Il termine 12e du vote de fin d'année désignant le joueur par excellence de la Ligue américaine, honneur pour lequel il ne sera considéré qu'une seule autre fois (une 23e du scrutin en 1989).
En 1987, Davis établit ses records personnels de coups sûrs (171), de doubles (37), de points comptés (86) et de circuits (29) en une saison, en plus d'amasser 100 points produits et de frapper pour, 295 de moyenne au bâton. Il frappe pour, 305 en 1989 avec 95 points produits et un record personnel de 101 buts-sur-balles soutirés aux lanceurs adverses. En deux occasions, en 1988 et 1989, il affiche une moyenne de présence sur les buts supérieure à, 400, (412 et, 424, respectivement).
Agent libre après une saison 1991 où il gagnait un salaire de 1,8 million de dollars avec les Mariners, Davis signe chez les Angels de la Californie, l'équipe qu'il encourageait dans son enfance en Californie, mais est contraint d'accepter une importante diminution de salaire : une somme de 800 000 dollars pour l'année. Il ne la complète d'ailleurs pas, puisqu'il est libéré à la fin juin après avoir joué pour les Angels les 40 dernières parties de sa carrière en 1992. Il quitte pour le Japon, où il joue 40 matchs pour les Osaka Kintetsu Buffaloes de la Ligue Pacifique et maintient une moyenne au bâton de, 275 avec 5 circuits et 12 points produits.

### Palmarès
En 9 saisons dans les majeures, Alvin Davis a disputé 1 206 match au total. Il compte 1 189 coups sûrs, dont 220 doubles, 10 triples et 160 circuits, 568 points marqués et 683 points produits. Sa moyenne au bâton en carrière s'élève à, 280 et sa moyenne de présence sur les buts à, 380.
En 1997, il est la première personnalité intronisée au Temple de la renommée des Mariners de Seattle (Seattle Mariners Hall of Fame).

### Records des Mariners de Seattle
Considérée comme la première vedette de la franchise établie en 1977, Alvin Davis établit plusieurs records d'équipe au cours de ses 8 saisons chez les Mariners de Seattle, jouées de 1984 à 1991.
Il est le premier joueur à amasser 100 points produits pour Seattle lors de plus d'un saison et ses 116 en 1984 demeurent un record d'équipe jusqu'aux 121 compilés par Jay Buhner durant la saison 1995.
Alvin Davis récolte 667 points produits en carrière pour Seattle, un record de franchise qui tient jusqu'à l'émerge de nouvelles vedettes au cours des années 1990. Le record est éventuellement surpassé par Edgar Martínez (1 261 en carrière pour Seattle), Ken Griffey (1 216) et Jay Buhner (951).
Le 9 mai 1986, Alvin Davis connaît un match de 8 points produits dans une victoire de 13-3 des Mariners à Seattle sur les Blue Jays de Toronto. Ce record d'équipe est égalé par des performances similaires de Mike Blowers en 1995 et Mike Cameron en 2001.
À sa retraite, la moyenne au bâton de, 281 maintenue en 8 saisons à Seattle par Davis est la plus élevée par un joueur du club, marque depuis largement battue par la moyenne de, 322 maintenue de 2001 à 2012 par Ichiro Suzuki. La moyenne de présence sur les buts de, 381 maintenue par Davis pour les Mariners est en date de 2014 la seconde plus élevée de l'histoire du club : seul Edgar Martínez a fait mieux avec une moyenne de, 418 de 1987 à 2004.
En 1989, Davis récolte 101 buts-sur-balles, le total le plus élevé en une saison par un joueur des Mariners jusqu'aux 116 d'Edgar Martínez en 1995.

### Entraîneur
En juillet 2012, Alvin Davis est engagé par les Mariners de Seattle comme coordinateur en ligues mineures : il est instructeur pour les différents clubs affiliés aux Mariners ainsi qu'annuellement à l'entraînement de printemps du club majeur.